# Эслинген-ам-Неккар
Э́слинген-ам-Не́ккар (нем. Esslingen am Neckar) — город в Германии, районный центр, расположен в земле Баден-Вюртемберг.
Подчинён административному округу Штутгарт. Входит в состав района Эслинген. Занимает площадь 46,43 км² и подразделяется на 24 городских района. Официальный код — 08 1 16 019.
Население составляет 95 881 человек.
Является штаб-квартирой районного управления, а также самым большим населённым пунктом в районе Эслинген. Город является средним по размеру центром окружающих его общин (коммун).
Немецкое прозвище жителей — Zwieblinger (Цвиблингер).
Городская администрация рассматривает Эслинген как «инженерный город» и соответствующим образом ведёт свою строительную политику.

## География

### Географическое положение
Эслинген-ам-Неккар расположен в одном из узких мест долины реки Неккар, к юго-востоку от Штутгарта. Река пересекает городскую территорию с юго-востока на северо-запад, оставляя старый город к северу от неё. Здесь также находится плотина Эслингена. Начиная свой путь с территории Общины Альтбах, Неккар сначала течёт по городскому району Цель (Zell (нем.)) и покидает городскую территорию между районами Метинген (Mettingen (нем.)) и Вайль (Weil (нем.)) в направлении Штутгарта.
На востоке Эслинген-ам-Неккар достигает уровня горного хребта Шурвальд (Schurwald (нем.)), а на юге его предгорья простираются до равнины Фильдер. Высота города над уровнем моря колеблется от 230 метров в долине Неккар до 498 метров в Шурвальде.

### Землепользование
Муниципальная площадь Эслингена составляет 4643 гектар. Из них 1193 га занимает лес и 112 га — воды. Виноградники, принадлежащие винодельческому региону Вюртемберг, выращивают на 93 гектарах. Остальные 1662 гектара — застроенная земля, с площадями, дорогами и железнодорожными путями, на которой проживает около 95 000 горожан.

## История
Согласно имеющимся письменным источникам, город Эслинген-ам-Неккар был основан в VIII веке. В 1181 году стал вольным имперским городом, а в 1803 году потерял независимость и был включён в состав герцогства Вюртемберг.
В 1796 году близ города произошло столкновение французских войск, под начальством Моро, с австрийцами.
В начале XIX века в Эслингене существовали только завод металлических изделий и завод лебедок. Однако затем началась сильная индустриализация, в результате которой Эслинген занял первое место среди городов Вюртемберга по количеству рабочих и размеру компаний в 1830-х годах. Старейшие фабрики были преимущественно текстильной и кожевенной промышленности, в том числе суконная фабрика и перчаточная фабрика. В 1842 году на 18 фабриках работало около 1500 рабочих.
Когда в Вюртемберге началось строительство железной дороги, Эсслинген стал конечной точкой первого строительного проекта - центральной железной дороги Людвигсбург-Штутгарт-Эсслинген. Первый поезд Вюртембергских государственных железных дорог прибыл в Эсслинген (из Каннштатта) 20 ноября 1845 года. Немного позже Эслингенская ветка Центральной железной дороги была расширена в сторону Ульма, а первый участок Эслинген-Плохинген был открыт 14 декабря 1846 года. Расширение железной дороги через Королевство Вюртемберг привело к основанию машиностроительного завода в Эслингене. Примерно до 1860 года металлургическая промышленность занимала в Эслингене ведущее место. Помимо завода металлических изделий, было построено несколько станкостроительных и инструментальных заводов.
Возникающие промышленные районы сформировали имидж города. После того, как большая часть городских стен и ворот, а также старая Екатериненская больница была снесена в период с 1805 по 1811 год, с 1838 года произошла еще одна волна сноса, в ходе которой старая часовня Святого Креста, неф заднего двора, была снесена. исчезли церковь и старые мельницы Плиенсау. Вместо них возникли фабрики, телеграфная станция, газовый завод и т. д. В 1865 году, по мере дальнейшего развития индустриализации, на левом берегу Неккара был создан промышленный район Плиенсауворштадт. В 1894 году в Эсслингене было построено первое в Германии бюро по трудоустройству.
Индустриализация изменила отношения между работодателем и работником в середине XIX века. Разногласия стали сильнее и привели к основанию Августом Хохбергером первого рабочего объединения в Эслингене в 1848 году во время Мартовской революции в землях Германской Конфедерации. Эта первая ассоциация первоначально просуществовала всего четыре года, но затем была повторно основана в 1862 году как ассоциация образования рабочих и, насчитывая 250 членов, вскоре стала второй по величине из этих ассоциаций в Вюртемберге. Хохштеттер также основал ассоциацию потребителей в 1865 году. В 1869 году в Эслингене было основано первое в Вюртемберге профсоюзное объединение текстильщиков. Город стал оплотом рабочего движения Вюртемберга до Первой мировой войны.

## Экономика и инфраструктура
Предприятия города работают главным образом в отраслях коммунальных услуг, электротехнической промышленности, производства пневмосистем, автомобилестроения, машиностроения, средств массовой информации и книгоиздания, обеспечивая наличие около 56 000 рабочих мест. В городе расположена штаб-квартира и завод производителя автокомплектующих Eberspächer Gruppe.

### Транспорт

#### Общественный транспорт
В городе действует одна из трёх ныне функционирующих троллейбусных систем Германии, действующая с 1944 года и состоящая из трёх маршрутов. Помимо этого, через город проходят 25 автобусных маршрутов.

#### Автомобильный транспорт
Рядом с городом пролегает четырёхполосная автомобильная трасса B10.

#### Рельсовый транспорт
Через город проходит железнодорожная ветка Фильстальбан. В городе есть 4 станции, по которым проходит маршрут S1 штутгартской городской электрички.

## Культура и достопримечательности

### Музеи
- Stadtmuseum
- Археологический музей St. Dionys
- J.-F.-Schreiber-Museum
- Вилла Меркель

### Регулярные мероприятия
- Карнавальное шествие
- Весенний праздник
- Праздник клубники
- Праздник лука
- Праздник Бурга
- Праздник вина
- Рождественская и средневековая ярмарки
- Марш водосточного желоба

## Фотографии
- Ратуша
- Башня Schelztorturm